# Kylie Minogue
Kylie Ann Minogue (født 28. maj 1968) – ofte kendt blot som Kylie – er en australsk singer-songwriter, showgirl og skuespiller. Efter begyndelsen af sin karriere som børneskuespiller på australsk tv, opnåede hun anerkendelse gennem sin rolle i tv-sæbeopera Neighbours, før hun påbegyndte sin karriere som sangerinde i 1987. Hendes første single, "Locomotion", tilbragte syv uger som nummer ét på den australske single hitliste og blev den bedst sælgende single af dette årti. Dette førte til en kontrakt med sangskrivere og producenter Stock, Aitken & Waterman. Hendes debutalbum Kylie (1988) og singlen "I Should Be So Lucky", opnåede hver nummer ét i Storbritannien og i løbet af de næste to år, nåede hendes første 13 singler den britiske Top ti single hitliste.
Oprindeligt præsenteret som en "girl next door", forsøgte Minogue at formidle en mere moden stil i hendes musik og image i offentligheden. Hendes singler blev godt modtaget, men efter fire album var salget faldende, og hun forlod Stock, Aitken & Waterman i 1992 for at etablere sig som selvstændig kunstner. Hendes næste single, "Confide in Me", nåede nummer ét i Australien og var desuden et hit i flere europæiske lande i 1994 samt en duet med Nick Cave, "Where the Wild Roses Grow", bragte Minogue en større grad af kunstnerisk troværdighed. Med inspiration fra en række af musikalske stilarter og kunstnere, overtog Minogue kreativ kontrol over sangskrivning for hendes næste album, Impossible Princess (1997).
Minogue skabte et stort hit i år 2000 med singlen "Spinning Around" og det dance-orienterede album Light Years, hvor hun blandt andet optrådte under afslutningsceremonien under Sommer-OL 2000 i Sydney. Hendes musikvideoer viste en mere seksuelt provokerende og flirtende personlighed og flere hitsingler følges. "Can't Get You Out of My Head" nåede nummer ét i mere end 40 lande og albummet Fever var også et hit i mange lande, herunder USA, et marked, hvor Minogue tidligere havde fået lidt anerkendelse. Minogue indledte en koncertturné, men aflyste det, da hun i maj 2005 blev diagnosticeret med brystkræft. Efter behandlingen genoptog hun sin karriere i 2006 med Showgirl: The Homecoming Tour. I 2009 påbegyndte hun sine første koncerttunrné i USA og Canada i forbindelse med For You, For Me Tour.
Minogue har på verdensplan opnået et musiksalg på mere end 68 millioner, og har fået bemærkelsesværdige musikpriser, herunder flere ARIA Music Awards, Brit Awards og Grammy Award. Hun har monteret flere succesfulde og kritikerroste koncerter på hendes verdensture og modtog en Mo Award for "Australian Entertainer of the Year" for hendes live-optrædener. Skænket fra Elizabeth 2. af Storbritannien, blev hun gjort en Order of the British Empire (O.B.E.) på Buckingham Palace i 2008 "for ydelser til musik". I samme år blev hun tildelt Frankrigs højeste kulturelle hædersbevisning, Ordre des Arts et des Lettres fra den franske regering for hendes bidrag til berigelse af fransk kultur. I 2011 blev "I Should Be So Lucky" tilføjet til National Film and Sound Archive of Australia's register. Samme år blev Minogue tildelt en honorær Doctor of Health Science (D.H.Sc.) grad af Anglia Ruskin University i England for hendes arbejde i at øge bevidstheden om brystkræft. Den 27. november 2011 på femogtyvende årsdagen for ARIA Music Awards, blev Kylie Minogue optaget af det australske Australian Recording Industry Association ind i ARIA Hall of Fame.

## Biografi og musikkarriere

### 1968–86: Tidlige liv
Kylie Minogue blev født den 28. maj 1968 i Melbourne, Australien, som det første barn af Ronald Charles Minogue, en revisor af irsk afstamning og Carol Ann Jones, en tidligere danser fra Wales. Hun er det ældste af tre børn. Hendes søster Dannii Minogue er også en sanger og skuespiller, og er dommer på X Factor. Hendes bror Brendan er kameramand på nyhedsudsendelser i Australien.
Søstrene havde i starten af 1980'erne et musikprogram, hvor Kylie første gang optrådte som sanger. Fra en alder af elleve dukkede Kylie op i små roller i sæbeoperaer som The Sullivans og Skyways, og i 1985 blev støbt i en af hovedrollerne i The Henderson Kids. Det var imidlertid først, da hun som skuespiller fik en central rolle i TV-serien Neighbours i 1986, at hun blev bredere kendt i Australien.

### 1987−92: Begynder i musik
I forbindelse med et velgørenhedsprogram i Melbourne sang Kylie den gamle "The Loco-Motion", og den skaffede hende en pladekontrakt med Mushroom Records. Sangen blev udgivet i 1987 og blev den mest solgte single samme år i Australien. Successen bragte hende til London, hvor hun kom til at arbejde med de berømte sangskrivere og producere Stock Aitken Waterman. De skrev i sangen "I Should Be So Lucky" til hende (de havde glemt, hun skulle komme), som kom med på hendes første album Kylie, og dette album blev et meget stort hit i Europa og Asien med over syv millioner solgte eksemplarer på verdensplan.
Hendes næste album Enjoy Yourself (1989) var en succes i Storbritannien, Europa, New Zealand, Asien og Australien, og indeholdt flere succesfulde singler inklusiv "Hand on Your Heart", men det udkom ikke i Nordamerika, og Minogue blev droppet af sit amerikanske pladeselskab Geffen Records. Et andet stort hit kom med hendes gamle kæreste og medspiller fra Neighbours, Jason Donovan, i form af "Especially for You". I den første del af hendes karriere blev hun præsenteret som "naboens datter" i blandt andet musikvideoerne, men sødmen gjorde hende til mange kritikeres yndlingsaversion. På trods af dette fortsatte Minogues succes, og efterhånden fik hun en position, så hun mere aktivt kunne påvirke, hvordan hun skulle promoveres i medierne.
Hendes tredje album Rhythm of Love (1990) præsenterede en mere sofistikeret og voksen stil af dansemusik. Denne indflydelse brugte hun til at give et mere voksent og sensuelt indtryk i videoen til "Better the Devil You Know". I forbindelse med en mindekoncert for John Lennon fik hun også positive kommentarer for sin optræden med "Help!". Hendes fjerde album Let's Get to It (1991) indeholdt flere ballader og lidt langsommere dance-sanger, og den nåede ikke samme popularitet som forgængerne. Hendes single "Word Is Out" var den første til at gå glip af hitlisten, og den næste single "Give Me Just a Little More Time" blev nummer to i henholdsvis. Det første opsamlingsalbum med titlen Greatest Hits blev udgivet i 1992.

### 1994–98:Kylie MinogueogImpossible Princess
Efter dette album trak Kylie Minogue sig ud af samarbejdet med Stock Aitken Waterman og begyndte nu en periode med mere søgende og eksperimenterende albumudgivelser. Hendes femte album Kylie Minogue (1994) modtog blandede anmeldelser. Solgte det godt i Europa og Australien, hvor singlen "Confide in Me" brugt fire uger som førstepladsen. Hun optrådte en striptease i videoen til hendes næste single "Put Yourself in My Place". Albummet nåede nummer fire på UK Albums Chart og solgte 250.000 eksemplarer. Minogue senere udført med Nick Cave en duet med titlen "Where the Wild Roses Grow".
Hun samarbejdede blandt andet med Pet Shop Boys og M People, og den sidstnævnte skrev nogle sange til hende med anderledes seriøse tekster, end man var vant til at høre fra Minogues side. Det betød – sammenlignet med tidligere – noget lavere salgstal, men hun fortsatte med at eksperimentere. Hun lod sig inspirere af Garbage, Björk, U2 og Manic Street Preachers, og efterhånden skrev hun en hel del af sine tekster selv. På trods af generelt beskeden succes havde hun fortsat stor medgang i hjemlandet, Australien. Hendes næste album Impossible Princess (1997) var for det meste en dance-album, men dens stil ikke var repræsenteret af sin første single "Some Kind of Bliss", og Minogue bekæmpes forslag om, at hun prøvede at blive en indie-artist. I Australien brugte albummet flere uger på albumlisten og blev nummer fire, at blive hendes mest succesfulde album siden Kylie i 1988, og hendes turne Intimate and Live Tour blev udvidet på grund af efterspørgslen.

### 1999–2005:Light Years,FeverogBody Language
I april 1999 undertegnede Minogue med Parlophone. I 2000 vendte hun tilbage til den dansevenlige musik med stærk inspiration fra 1970'ernes disco-musik med albummet Nightlife, og hun fik igen store hits på verdensplan. Hendes album Light Years var en samling af dance-sange. Singlen "Spinning Around" blev hendes første britiske førsteplads-single i ti år, og musikvideoen viser Minogue i guld hotpants. Hendes anden single "On a Night Like This" nåede førstepladsen i Australien og nummer to i Storbritannien. En optræden ved Sommer-OL 2000 gav genlyd, så hendes efterfølgende turne blev totalt udsolgt.
Det efterfølgende album Fever indeholdt singlen "Can't Get You Out of My Head", der nåede førstepladsen i over 40 lande, og flere hits fulgte efter. Fever nåede nummer tre på Billboard 200 og "Can't Get You Out of My Head" nåede nummer syv på Billboard Hot 100. Den efterfølgende singler "In Your Eyes", "Love at First Sight" og "Come into My World" var en succes i hele verden, og Minogue etablerede en tilstedeværelse på det nordamerikanske marked, især i klubbscene. I 2003 vandt hun en Grammy Award for bedste dance-optagelse med singlen "Love at First Sight", og året efter vandt samme pris for "Come into My World".
Hendes næste album Body Language (2003) blev udgivet efter en invitation-koncert med titlen Money Can't Buy i London. Det markerede præsentationen af en ny visuel stil inspireret dels af Brigitte Bardot. Salget af Body Language var lavere end forventet efter den succes af albummet Fever, selvom den første single "Slow" nåede førstepladsen i Storbritannien og Australien. Body Language opnåede første uge salg på 43.000 eksemplarer i USA, og faldt betydeligt i den anden uge. Hun udgav sit andet officielle opsamlingsalbum i november 2004 med titlen Ultimate Kylie, sammen med sine musikvideoer på en DVD med samme titel. Albummet indeholdt to nye singler, "I Believe in You" og "Giving You Up".

### 2006–09:X,KylieX2008ogFor You, For Me Tour
I 2005 fik hun imidlertid konstateret brystkræft, hvilket satte karrieren på vågeblus, men i 2006 meddelte hun efter succesfuld behandling, at hun var er gang med et nyt album. Minogue udgav sit tiende studiealbum X i november 2007, og den første single "2 Hearts" blev udgivet samme måned. X og "2 Hearts" nåede både førstepladsen på ARIA Charts. I Storbritannien tiltrak albummet oprindeligt moderat salg, selv om dens kommercielle resultater i sidste ende var bedre, og Minogue vandt en Brit Award i kategorien Bedste internationale kvindelige sanger. X blev udgivet i USA i april 2008, og vandt en Grammy Award i 2009 for bedste elektroniske dance-album.
I maj 2008 fremførte Minogue hendes nye album med den europæiske turne KylieX2008, som er hendes dyreste turne til dato. I slutningen af september 2008 gjorde Minogue sin første turne i Mellemøsten i et eksklusivt hotel i Dubai. I november fortsatte hun sin turne til byer i Sydamerika, Asien og Australien. På turneen besøgte hun 21 lande, og blev betragtet som en succes, med billetsalg anslået til 70 millioner dollars. I september og oktober 2009 indledte Minogue på For You, For Me Tour, hendes første nordamerikanske turne. Hun var også med i Bollywood-filmen Blue, og havde bekræftet, at hun arbejdede på hendes ellevte studiealbum, hun kommenterede det ville være en dance og popalbum.

### 2010–:AphroditeogThe Abbey Road Sessions
Minogues ellevte studiealbum Aphrodite blev udgivet på verdensplan i juli 2010. Den første single "All the Lovers" blev udgivet i juni 2010. Albummet nåede førstepladsen på UK Albums Chart. Den anden single med titlen "Get Outta My Way" blev udgivet den 27. september 2010. I oktober 2010 udførte Minogue foran Sfinksen i Giza i Egypten for at fejre årsdagen for et tidsskrift. Den tredje single "Better than Today" blev udgivet den 6. december 2010. Den sidste single "Put Your Hands Up (If You Feel Love)" blev udgivet den 29. maj 2011.
Kylie Minogue holdt verdenspremiere på Aphrodite World Tour i Jyske Bank Boxen i Herning den 19. februar 2011. Turneen rejste til Europa, Nordamerika, Asien, Australien og Sydafrika. Det blev hendes største turné til dato med over 100 medarbejdere. En Dvd/Blu-ray af turneen blev udgivet i november 2011.
Albummet The Abbey Road Sessions udkom oktober 2012 og består af 15 gamle hits i nye versioner plus et nyt nummer, indspillet med et live orkester i det berømte Abbey Road Studios i London og blev produceret af Steve Anderson og Colin Elliot. Albummet indeholder to singler, "Flower" og "On a Night Like This".

## Andre aktiviteter
Minogue blev et kendt ansigt i Australien da hun i perioden 1986 til 1989 var en fast bestanddel af den populære TV-serie Neighbours. Hun nåede at optræde i 234 afsnit, og blev flere gange kåret til Australiens mest populære kvindelige TV-skuespiller. Siden succesen med Neighbours har hun spillet med i enkelte film. Den mest kendte biograffilm, hun har medvirket i, er Baz Luhrmanns Moulin Rouge!, hvor hun har en mindre rolle. Ligeledes har hun efter gennembruddet som sanger med mellemrum optrådt som gæst i diverse TV-serier. 
Endvidere har hun optrådt som fotomodel for blandt andet Hennes & Mauritz, og et nyt projekt for hende er at skrive en børnebog, der er planlagt til udsendelse i efteråret 2006.

## Diskografi
- Kylie (1988)
- Enjoy Yourself (1989)
- Rhythm of Love (1990)
- Let's Get to It (1991)
- Kylie Minogue (1994)
- Impossible Princess (1997)
- Light Years (2000)
- Fever (2001)
- Body Language (2003)
- X (2007)
- Aphrodite (2010)
- Kiss Me Once (2014)
- Kylie Christmas (2015)
- Golden (2018)
- Disco (2020)

## Turneer
- Enjoy Yourself Tour (1990)
- Rhythm of Love Tour (1991)
- Let's Get to It Tour (1992)
- Intimate and Live Tour (1998)
- On a Night Like This Tour (2001)
- KylieFever2002 (2002)
- Showgirl: The Greatest Hits Tour (2005)
- Showgirl: The Homecoming Tour (2006–07)
- KylieX2008 (2008–09)
- For You, For Me Tour (2009)
- Aphrodite: Les Folies Tour (2011)
- Anti Tour (2012)
- Kiss Me Once Tour (2014–2015)
- Kylie Summer 2015 (2015)
- A Kylie Christmas (2015–2016)
- Kylie Presents: Golden (2018)
- Golden Tour (2018)

## DVD
- Live in Sydney (2001)
- Intimate and Live (2002)
- KylieFever2002: Live in Manchester (2002)
- Greatest Hits 1987-1997 (2003)
- Body Language Live (2004)
- Ultimate Kylie (2004)
- Kylie Showgirl (2005)
- White Diamond / Showgirl: Homecoming (2007)
- Kylie Live: X2008 (2008)
- Aphrodite Les Folies: Live in London (2011)

## Koncerter i Danmark
- 23. marts 2001: On a Night Like This Tour i Vega Musikkens Hus, København
- 1. juni 2002: KylieFever2002 i Forum Copenhagen, København
- 3. april 2005: Showgirl: The Greatest Hits Tour i Gigantium, Aalborg
- 8. juni 2008: KylieX2008 i Forum Copenhagen, København
- 19. februar 2011: Aphrodite: Les Folies Tour i Jyske Bank Boxen, Herning
- 6. august 2009: Smukfest, Skanderborg